# Joel B. Michaels
Joel B. Michaels es un productor de cine y televisión canadiense.
Antes de dedicarse a la producción fue actor de teatro en el Stratford Shakespeare Festival y en las televisiones canadiense y británica.
Comenzó su carrera como productor en 1970 y fue presidente de producción y distribución de Cineplex Odeon Films desde 1986 hasta 1990. Cuando terminó su mandato, se unió a Mario Kassar en Carolco Pictures, donde había colaborado en películas durante la década de 1980. En 1996, Michaels fue presidente de la compañía de Kassar que producía para Paramount Pictures hasta 1998, cuando se unió a C2 Pictures.

## Filmografía como productor
- Terminator Salvation (como productor ejecutivo) (2009).
- Terminator: The Sarah Connor Chronicles (serie de televisión) (como productor ejecutivo) (31 episodios) (2008-2009).
- Basic Instinct 2 (2006).
- Half Light (2006).
- The Gospel of John (como productor ejecutivo) (2003).
- Terminator 3: La rebelión de las máquinas (2003).
- Lolita (1997).
- La isla de las cabezas cortadas (1995).
- Last of the Dogmen (1995).
- Stargate (1994).
- Three of Hearts (1993).
- Soldado Universal (1992).
- Courage (1986).
- Harem (como productor consultivo) (1986).
- Black Moon Rising (1986).
- The Philadelphia Experiment (1984).
- Losin' It (como productor ejecutivo) (1983).
- The Amateur (1981).
- Tribute (1980).
- The Changeling (1980).
- The Silent Partner (1978).
- Bittersweet Love (1976).
- The Four Deuces (como productor asociado) (1976).
- Las Vegas Lady (como productor asociado) (1975).
- The Peace Killers (1971).
- The Student Teachers (1973).
- Your Three Minutes Are Up (como productor supervisor) (1973).
- The Peace Killers (1971).

## Premios
| Año  | Premio | Categoría      | Película           | Compañeros                       | Resultado |
| ---- | ------ | -------------- | ------------------ | -------------------------------- | --------- |
| 1978 | Etrog  | Mejor película | The Silent Partner | Garth H. Drabinsky Stephen Young | Ganador   |
| 1980 | Genie  | Mejor película | The Changeling     | Garth H. Drabinsky               | Ganador   |
| 1981 | Genie  | Golden Reel    | The Changeling     | Garth H. Drabinsky               | Ganador   |
| 1981 | Genie  | Mejor película | Tribute            | Garth H. Drabinsky               | Nominado  |
| 1982 | Genie  | Mejor película | The Silent Partner | Garth H. Drabinsky               | Nominado  |